# ماندارین اورینتال هتل
ماندارین اورینتال هتل (انگلیسی: Mandarin Oriental Hotel) شرکت مهمان‌نوازی هنگ کنگی است، که در سال ۱۹۶۳ تأسیس شد.